# کوکونا

کوکونا شهری در شهرستان تانسیلا در استان بانوا در بورکینافاسوی غربی است و جمعیت آن ۱,۳۸۵ نفر است.